# Desire (альбом)
Desire — сімнадцятий студійний альбом американського музиканта та автора пісень Боба Ділана, виданий 5 січня 1976 року лейблом Columbia Records.

## Про альбом
Більшість пісень було написано у співавторстві із Жаком Леві і є довгими піснями-історіями. Найбільшу популярність отримала перша пісня альбому «Hurricane». Ця композиція є протестом проти засудження боксера Рубіна Картера на прізвисько «Ураган» (англ. «Hurricane»), якого звинуватили у потрійному вбивстві.
Альбом отримав позитивні відгуки критиків і був на першій позиції в Billboard Pop Albums chart протягом 5 тижнів, ставши одним із найбільш комерційно успішних альбомів Ділана та отримавши статус двічі платинового. Платівка отримала першу позицію у списку альбомів року журналу New Musical Express.
У 2003 році журнал Rolling Stone помістив платівку на № 174 у "Список 500 найкращих альбомів усіх часів за версією журналу «Rolling Stone»

## Список пісень
| Сторона 1 | Сторона 1                | Сторона 1  |
| #         | Назва                    | Тривалість |
| --------- | ------------------------ | ---------- |
| 1.        | «Hurricane»              | 8:33       |
| 2.        | «Isis»                   | 6:58       |
| 3.        | «Mozambique»             | 3:00       |
| 4.        | «One More Cup of Coffee» | 3:43       |
| 5.        | «Oh, Sister»             | 4:05       |

| Сторона 2 | Сторона 2            | Сторона 2  |
| #         | Назва                | Тривалість |
| --------- | -------------------- | ---------- |
| 1.        | «Joey»               | 11:05      |
| 2.        | «Romance in Durango» | 5:50       |
| 3.        | «Black Diamond Bay»  | 7:30       |
| 4.        | «Sara»               | 5:29       |